# Issoria katangae
Issoria katangae är en fjärilsart som beskrevs av Sheffield Airey Neave 1910. Issoria katangae ingår i släktet Issoria och familjen praktfjärilar. Inga underarter finns listade i Catalogue of Life.